# غريغ ألين (لاعب كرة قدم)
غريغ ألين (بالإنجليزية: Greg Allen)‏ هو لاعب كرة قدم بريطاني، ولد في 18 أكتوبر 1967 في وستهام ‏ في المملكة المتحدة. لعب مع كامبريدج يونايتد.